# George Walker (Schachspieler)

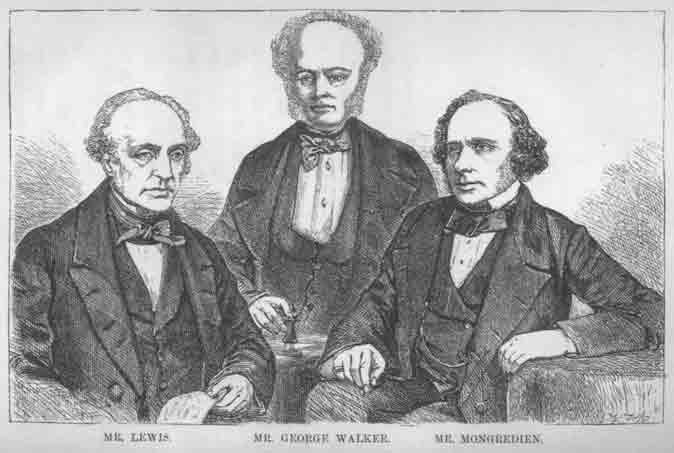
George Walker zwischen William Lewis (links) und Augustus Mongredien (rechts)

George Walker (* 13. März 1803 in London; † 23. April 1879 ebenda) war ein englischer Schachmeister und Schriftsteller.

## Turnierspieler
Er war der Sohn eines Londoner Buchhändlers. Zusammen mit seinem Vater führte er bis zu dessen Tod 1847 einen Musikverlag, danach betätigte er sich als Aktienhändler an der Londoner Börse. Nach dem Tod von Alexander McDonnell, der ihm Bauer und Zug vorgeben konnte, galt er für einige Jahre als bester Spieler in London. Er gründete mehrere Schachvereine: 1831 den Westminster Chess Club und 1843 den St. George’s Chess Club.
1845 spielte Walker zusammen mit Henry Thomas Buckle, William Davies Evans, George Perigal und William Josiah Tuckett in London zwei Partien (ein Sieg und ein Unentschieden) per Telegraf gegen ein Team bestehend aus Howard Staunton und Hugh Alexander Kennedy in Portsmouth. 1846 gewann Walker in London einen Wettkampf gegen Daniel Harrwitz mit 7 : 5.

## Schachpublizist
Von 1835 bis 1873 hatte er eine regelmäßige Schachkolumne in der Sonntagszeitung Bell’s Life. Außerdem gab er von 1837 bis 1838 die erste englische Schachzeitschrift The Philidorian heraus. Er war mit Louis-Charles Mahé de La Bourdonnais und William Davies Evans befreundet, die er auch finanziell unterstützte.
Walker war der Autor von The Celebrated Analysis of A D Philidor (London, 1832), The Art of Chess-Play: A New Treatise on the Game of Chess (London, 1832), A Selection of Games at Chess played by Philidor (London, 1835), Chess Made Easy (London, 1836) und Chess Studies (London, 1844). Letzteres Buch enthält über 1.000 Partien aus der Zeit zwischen 1780 und 1844, damit war es die seinerzeit umfangreichste Partiesammlung. Howard Staunton kritisierte die Kompilation Walkers und drohte mit einer Klage wegen Verletzung des Urheberrechts.

## Schachkomposition
Von Walker sind über 80 Kompositionen bekannt, fast alle haben Bezug zum praktischen Spiel. Mit seinen Endspielstudien leistete er wichtige Beiträge zur Entwicklung der Endspieltheorie im Schach. Zahlreiche seiner publizierten Stellungen tragen kombinatorischen Charakter. Das Spiel verläuft, entsprechend dem Entwicklungsstand der Komposition zur damaligen Zeit, vorwiegend forciert.
|   | a | b | c | d | e | f | g | h |   |
| 8 |   |   |   |   |   |   |   |   | 8 |
| 7 |   |   |   |   |   |   |   |   | 7 |
| 6 |   |   |   |   |   |   |   |   | 6 |
| 5 |   |   |   |   |   |   |   |   | 5 |
| 4 |   |   |   |   |   |   |   |   | 4 |
| 3 |   |   |   |   |   |   |   |   | 3 |
| 2 |   |   |   |   |   |   |   |   | 2 |
| 1 |   |   |   |   |   |   |   |   | 1 |
|   | a | b | c | d | e | f | g | h |   |

Lösung:

1. Td4–d8+ Tf8xd8

2. Da5xd8+ Ka8–b7

3. Ta4–b4+ Kb7–c6

4. Tb4–b6+ Kc6–c5

5. Dd8–d4 matt